# جوش هوتشرسن
جوش هوتشرسن (بالإنجليزية: Josh Hutcherson)‏ هو ممثل أمريكي من مواليد 12 أكتوبر 1992.

## من أعماله

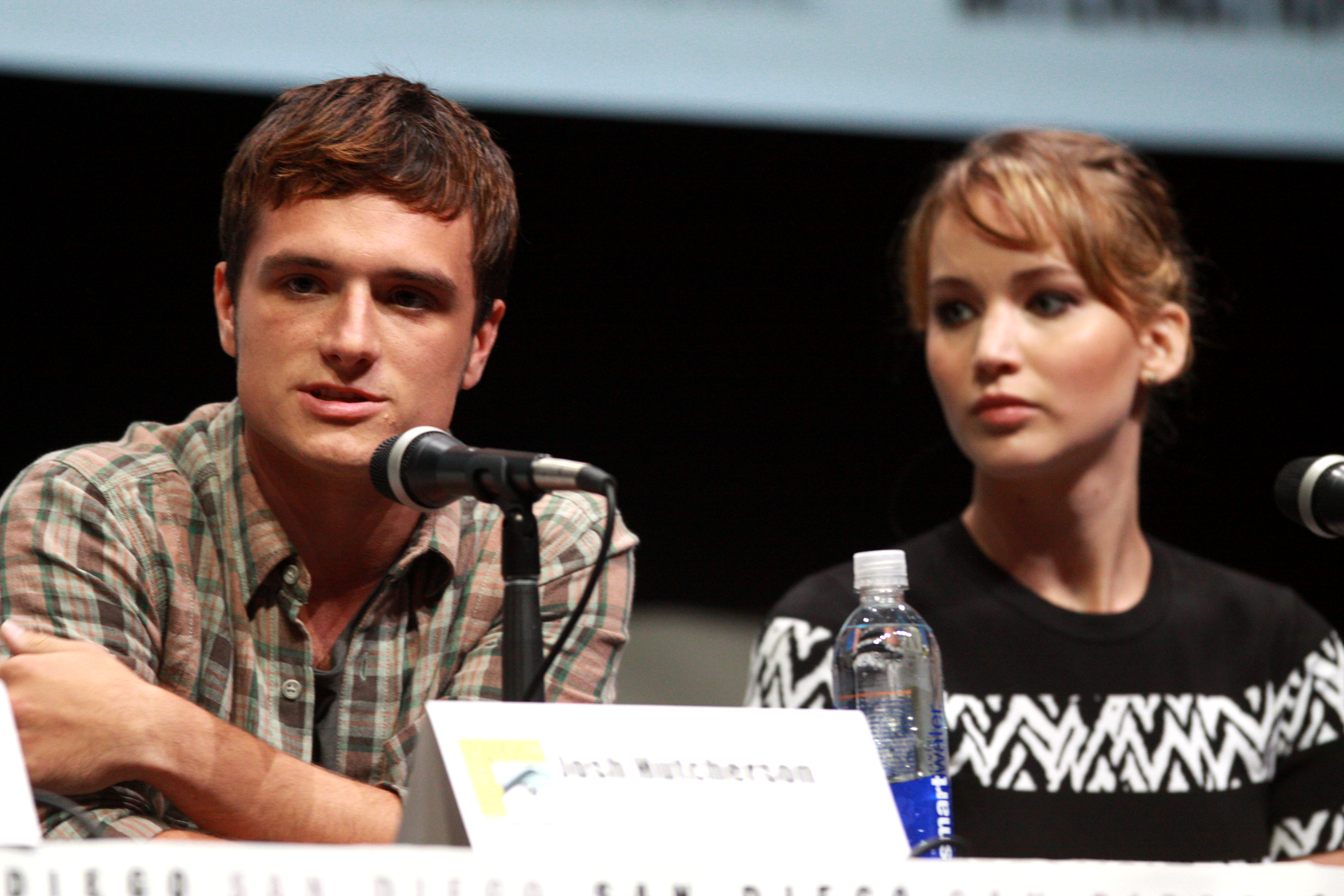
هوتشرسن مع الممثلة العالمية جينيفر لورنس في سان دييغو كومك كون إنترناشونال لعام 2013 للترويج عن فيلم مباريات الجوع: ألسنة اللهب.

- زذورا مغامرات الفضاء
- ليتل مانهاتن
- رحلة إلى مركز الأرض
- الرحلة 2: الجزيرة الغامضة
- مباريات الجوع
- جسر إلى تيرابيثيا

## مواقع خارجية
- جوش هوتشرسن على موقع IMDb (الإنجليزية)
- جوش هوتشرسن على موقع ميتاكريتيك (الإنجليزية)
- جوش هوتشرسن على موقع روتن توميتوز (الإنجليزية)
- جوش هوتشرسن على موقع ألو سيني (الفرنسية)
- جوش هوتشرسن على موقع أول موفي (الإنجليزية)
- جوش هوتشرسن على موقع بوكس أوفيس موجو (الإنجليزية)
- جوش هوتشرسن على موقع قاعدة بيانات الأفلام السويدية (السويدية)
- جوش هوتشرسن على موقع إن إن دي بي (الإنجليزية)
- جوش هوتشرسن على موقع قاعدة بيانات الفيلم (الإنجليزية)
- جوش هوتشرسن على موقع كينوبويسك (الروسية)